# Dirk Nowitzki
Dirk Werner Nowitzki (Würzburg, 1978. június 19. –) német profi kosárlabdázó, aki pályafutása során végig a Dallas Mavericks csapatában játszott az Amerikai Profi Kosárlabda Ligában (NBA). A Röntgen Gimnázium és a DJK Würzburg kosárlabda klub diákja volt, Nowitzkit a Milwaukee Bucks választotta ki az 1998-as NBA-drafton a kilencedik helyen, de azonnal a Dallas Maverickshez cserélték. 213 cm-es magasságával erőcsatárként játszott, de képes volt más posztokon is szerepelni, mint center vagy alacsonybedobó.
Nowitzki tizennégyszeres NBA All-Star és kilencszeres All-NBA csapat tagja, valamint ő az első európai, aki megkapta az NBA MVP címet. Az All-NBA csapatba is őt jelölték első európaiként, és több rekordot is tart a Dallas Mavericksnél. A 2002-es FIBA világbajnokságon MVP lett, 2005-ben az EuroBasket-en MVP és pontkirály, a német válogatottal bronz- és ezüstérmet szerzett. Európa egyik legjobb játékosaként tartották számon, egymás után öt évig "Az év európai játékosa" volt az olasz Gazzetta dello Sport szerint, és a FIBA "Legjobb Európai Játékosának" választotta 2005-ben. 2010. január 14-én az NBA történetében 34. és első európai játékosként elérte a 20 000 pontos határt.
A 2011. június 13-án rendezett Miami Heat elleni NBA-döntőben megszerezte első bajnoki címét. 2019 áprilisában visszavonult.

## Fiatalkora
Nyugat-Németországban, Würzburgban született Dirk Werner Nowitzki sportoló családban: édesanyja, Helga profi kosárlabdázó, édesapja, Jörg-Werner kézilabdázó, aki Németországot is képviselte. Nővére, Silke, helyi atlétika bajnok és kosárlabdázó volt, később az NBA nemzetközi televíziójának lett a munkatársa. Dirk fiatalon nagyon magas volt; szinte mindig legalább egy láb-bal magasabb társainál. Először kézilabdázott és teniszezett, de hamarosan a kosárlabdát választotta. Helyi klubjában, a DJK Würzburgban kezdett játszani, ahol 15 évesen felfigyelt rá a korábbi német válogatott játékos, Holger Geschwindner, aki egyéni edzéseket ajánlott neki. Geschwindner liberális szemléletű edzésein a dobó- és passzolótechnikát hangsúlyozta, és ösztönözte Nowitzkit hangszer tanulására és olvasásra is.
Egy év múlva edzője megkérdezte tőle: "A legjobbak ellen akarsz játszani, vagy csak helyi hős maradsz Németországban?" Nowitzki végül a legmagasabb szintet választotta, így napi szinten edzett és bekerült a DJK Würzburg játékoskeretébe.

## DJK Würzburg (1994–98)
Mikor Nowitzki csatlakozott a csapathoz, a DJK a Bundesliga másodosztályában játszott. Első edzője Pit Stahl volt, aki inkább bedobóként, mint magasemberként szerepeltette. Az 1994–95-ös szezonban a DJK a 12-ből 6. helyen végzett; Nowitzki gyakran csere volt, ráadásul tanulmányi eredményei is visszaestek. Ez ösztönözte arra, hogy többet tanuljon. A következő szezonban már alapember lett a csapatban, és pontszerzőként is kiemelkedett. A német válogatott edzője, Dirk Bauermann is felfigyelt rá, miután egy meccsen 24 pontot dobott. A DJK a Déli Csoport második helyén végzett, de a rájátszásban nem jutott tovább. Az 1996-97-es szezonban Nowitzki már a legjobb pontszerző volt csapatában (19,4 pont/meccs), de a feljutás még nem sikerült.
Az 1997-98-as szezonban Nowitzki leérettségizett, majd sorkatonai szolgálatra vonult. Ebben az időszakban is folytatta a kosárlabdát, és 28,2-es pontátlaggal segítette csapatát feljutni az élvonalba. A feljutást eldöntő meccsen 26 pontot szerzett Freiburg ellen, és a német BASKET magazin az év legjobb játékosának választotta.
Nowitzki tehetségét külföldön is felfedezték: 1996-ban az FC Barcelona Basquet szerette volna leigazolni, de ő az érettségi előtt maradt Németországban. A Nike "Hoop Heroes Tour"-ján NBA-sztárok ellen játszott, ahol kiemelkedő teljesítményt nyújtott. 1998. március 29-én a Nike Hoop Summitban 33 pontot, 14 lepattanót és 3 labdalopást szerzett, amivel számos európai és NBA-csapat figyelmét felkeltette.

## Díjai, elismerései
- Az év német sportolója (2011)[1]